# Осока ржаная
Осо́ка ржана́я (лат. Cārex secalīna) — многолетнее травянистое растение, вид рода Осока (Carex) семейства Осоковые (Cyperaceae). Включена в Красную книгу Украины.

## Ареал и среда обитания
Евро-западноазиатский лугово-болотный вид. Произрастает в Центральной и Восточной Европе, Южной Сибири, Казахстане, на Кавказе, в Иране и Афганистане. Для роста выбирает лесостепную и степную зону, встречается по засоленным илистым берегам озёр, на солончаках и засоленных низкотравных лугах.

## Описание
Многолетнее растение. Образует дерновники. Основания побегов с светло-золотисто-серыми (светло-коричневыми) листоносными междоузлиями.
Листья серо-зеленоватые, плоские, 2—3 мм шириной, длиннее стеблей.
Стебли растения прямые или стремящиеся вверх, гладкие, высотой от 5 до 25 см.
Колоски расставленные практически до основания стебля, на ножках, равных по длине междоузлиям кроющих листьев, прямые, зеленоватые со светло-жёлтым оттенком. Покрывающие листья колосьев с длинным от 0,5 до 4 см междоузлием и плоским длинным отгибом, у верхнего пестичного колоска заметно превышающим всё соцветие. Тычиночный колосок линейный, около длиной 1,5 см, светлый, выделяется над верхним пестичным колоском, часто имеет у своего основания один — два слабо развитых дополнительных пестичных колоска, пестичные в числе трёх, удлинённые, 1—2 см длиной, 0,6—0,8 см шириной, более или менее плотные.
Мешочки ланцетовидные, длиной 5,5—6,5 мм, двояковыпуклые, при основании клинообразные, на очень коротенькой 0,4 мм ножке, тусклые, гладкие, но по кайме с очень узким короткореснитчатым крылом, вверху однородно заужены в длинный, по кайме зелёный, короткодвузубчатый носик; в другой части мешочки бледно-серо-золотистые, с малочисленными тонкими жилками, иногда без жилок. Покрывающие чешуи овальные, более или менее острые, с зелёной спинкой, на 1⁄3 — 1⁄2 короче мешочков. Орешек заполняет лишь часть мешочка.

## Охрана
Включена в Красные книги следующих субъектов РФ: Калмыкия, Татарстан. Включена в Красную книгу Украины, а также в Красную книгу Полтавской области.

## Синонимика
Слгласно данным The Plant List
- Carex hordeistichos var. secalina (Willd. ex Wahlenb.) Boott
- Carex secale Ledeb.
- Kuekenthalia secalina (Willd. ex Wahlenb.) Fedde & J.Schust.